# هالیفاکس گزت
هالیفاکس گزت نخستین نشریه‌ای کانادایی بود که در ۲۳ مارس ۱۷۵۲ میلادی در هالیفاکس شروع به انتشار کرد. این نشریه به صورت هفتگی و توسط جان باشل چاپ می‌گردید. این هفته‌نامه تا سال ۱۸۶۷ منتشر می‌شد.